# هيرموسا بيتش (كاليفورنيا)
هيرموسا بيتش (بالإنجليزية: Hermosa Beach)‏ هي إحدى مدن مقاطعة لوس أنجليس، كاليفورنيا. تم إعطاءها لقب مدينة في 14 يناير، 1907.

## التركيبة السكانية
حدّد مكتب تعداد الولايات المتحدة بيانات التركيبة السكانية لهيرموسا بيتش في تعداد الولايات المتحدة. في ما يلي، التركيبة السكانية حسب تعدادي 2000 و2010.

### تعداد عام 2000
بلغ عدد سكان هيرموسا بيتش 18,566 نسمة بحسب تعداد عام 2000، وبلغ عدد الأسر 9,476 أسرة وعدد العائلات 3,558 عائلة مقيمة في المدينة. في حين سجلت الكثافة السكانية 5,031.4 نسمة لكل كيلومتر مربع (13,031.3/ميل2). وبلغ عدد الوحدات السكنية 9,840 وحدة بمتوسط كثافة قدره 2,666.7 لكل كيلومتر مربع (6,906.7/ميل2).
وتوزع التركيب العرقي للمدينة بنسبة 89.58% من البيض و0.81% من الأمريكيين الأفارقة و0.40% من الأمريكيين الأصليين و4.40% من الأمريكيين ذوي الأصول الآسيوية و0.22% من سكان جزر المحيط الهادئ و1.68% من الأعراق الأخرى و2.91% من عرقين مختلطين أو أكثر و6.75% من الهسبانيون أو اللاتينيون من أي عرق.
بلغ عدد الأسر 9,476 أسرة كانت نسبة 14.9% منها لديها أطفال تحت سن الثامنة عشر تعيش معهم، وبلغت نسبة الأزواج القاطنين مع بعضهم البعض 30.6% من أصل المجموع الكلي للأسر، ونسبة 4.5% من الأسر كان لديها معيلات من الإناث دون وجود شريك،  بينما كانت نسبة 2.5% من الأسر لديها معيلون من الذكور دون وجود شريكة وكانت نسبة 62.5% من غير العائلات. تألفت نسبة 39.4% من أصل جميع الأسر من عدة أفراد يعيشون في نفس المنزل ونسبة 3.9% كانت تتألف من شخص يعيش بمفرده يبلغ من العمر 65 عاماً أو أكثر. وبلغ متوسط حجم الأسرة المعيشية 1.95، أما متوسط حجم العائلات فبلغ 2.65.
بلغ العمر الوسطي للسكان 34.2 عاماً. وكانت نسبة 12% من القاطنين تحت سن الثامنة عشر، وكانت نسبة 6% بين الثامنة عشر والرابعة والعشرين عاماً، ونسبة 54.9% كانت واقعةً في الفئة العمرية ما بين الخامسة والعشرين والرابعة والأربعين عاماً، ونسبة 20% كانت ما بين الخامسة والأربعين والرابعة والستين، ونسبة 6.4% كانت ضمن فئة الخامسة والستين عاماً فما فوق. يوجد لكل 100 أنثى 113.4 ذكر، ويوجد لكل 100 أنثى في الثامنة عشر من عمرها فما فوق 114.3 ذكر.
بلغ متوسط دخل الأسرة في المدينة 81,153 دولارًا، أما متوسط دخل العائلة فبلغ 104,645 دولارًا. وكان متوسط دخل الذكور 67,407 دولارًا مقابل 50,295 دولارًا للإناث. وسجل دخل الفرد الخاص بالمدينة 54,244 دولارًا. وكانت نسبة 1.7% من العائلات ونسبة 4.6% من السكان تحت خط الفقر، وكان من هؤلاء نسبة 3.1% تحت سن الثامنة عشر ونسبة 3% في الخامسة والستين من العمر وما فوق.

### تعداد عام 2010
بلغ عدد سكان هيرموسا بيتش 19,506 نسمة بحسب تعداد عام 2010، وبلغ عدد الأسر 9,550 أسرة وعدد العائلات 4,039 عائلة مقيمة في المدينة. في حين سجلت الكثافة السكانية 5,286.2 نسمة لكل كيلومتر مربع (13,691.2/ميل2). وبلغ عدد الوحدات السكنية 10,162 وحدة بمتوسط كثافة قدره 2,753.9 لكل كيلومتر مربع (7,132.6/ميل2).
وتوزع التركيب العرقي للمدينة بنسبة 86.78% من البيض و1.17% من الأمريكيين الأفارقة و0.25% من الأمريكيين الأصليين و5.70% من الأمريكيين ذوي الأصول الآسيوية و0.24% من سكان جزر المحيط الهادئ و1.67% من الأعراق الأخرى و4.19% من عرقين مختلطين أو أكثر و8.37% من الهسبانيون أو اللاتينيون من أي عرق.
بلغ عدد الأسر 9,550 أسرة كانت نسبة 19.7% منها لديها أطفال تحت سن الثامنة عشر تعيش معهم، وبلغت نسبة الأزواج القاطنين مع بعضهم البعض 34.1% من أصل المجموع الكلي للأسر، ونسبة 4.8% من الأسر كان لديها معيلات من الإناث دون وجود شريك،  بينما كانت نسبة 3.4% من الأسر لديها معيلون من الذكور دون وجود شريكة وكانت نسبة 57.7% من غير العائلات. تألفت نسبة 38.2% من أصل جميع الأسر من عدة أفراد يعيشون في نفس المنزل ونسبة 6.3% كانت تتألف من شخص يعيش بمفرده يبلغ من العمر 65 عاماً أو أكثر. وبلغ متوسط حجم الأسرة المعيشية 2.04، أما متوسط حجم العائلات فبلغ 2.80.
بلغ العمر الوسطي للسكان 37.0 عاماً. وكانت نسبة 15.9% من القاطنين تحت سن الثامنة عشر، وكانت نسبة 6.4% بين الثامنة عشر والرابعة والعشرين عاماً، ونسبة 43.7% كانت واقعةً في الفئة العمرية ما بين الخامسة والعشرين والرابعة والأربعين عاماً، ونسبة 25.1% كانت ما بين الخامسة والأربعين والرابعة والستين، ونسبة 9% كانت ضمن فئة الخامسة والستين عاماً فما فوق. وتوزع التركيب الجنسي للسكان بنسبة 52.7% ذكور و47.3% إناث.

## توأمة
لهيرموسا بيتش (كاليفورنيا) اتفاقيات توأمة مع كل من:
- ريدوندو بيتش
- بلدية لوريتو

## معرض صور

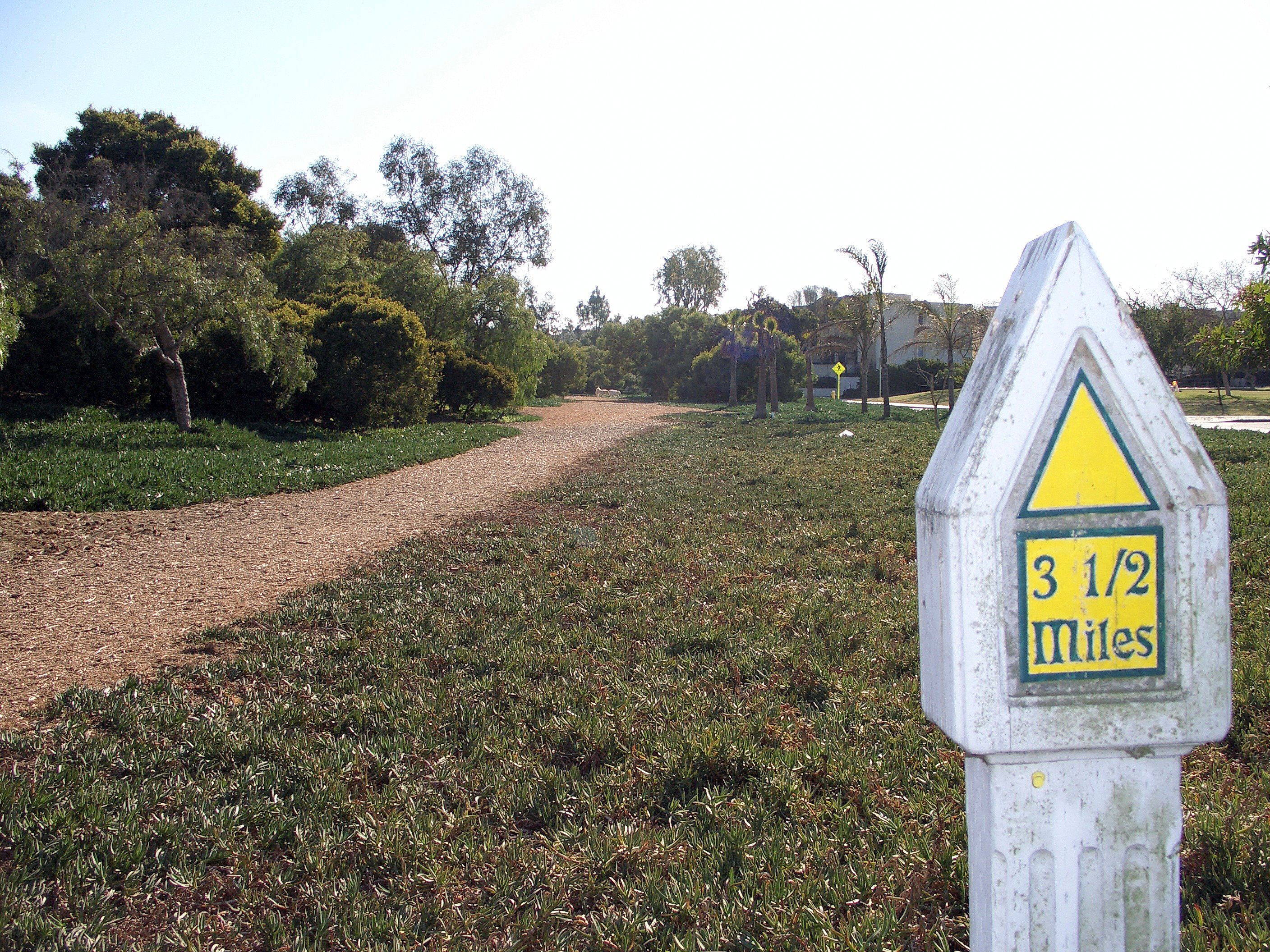
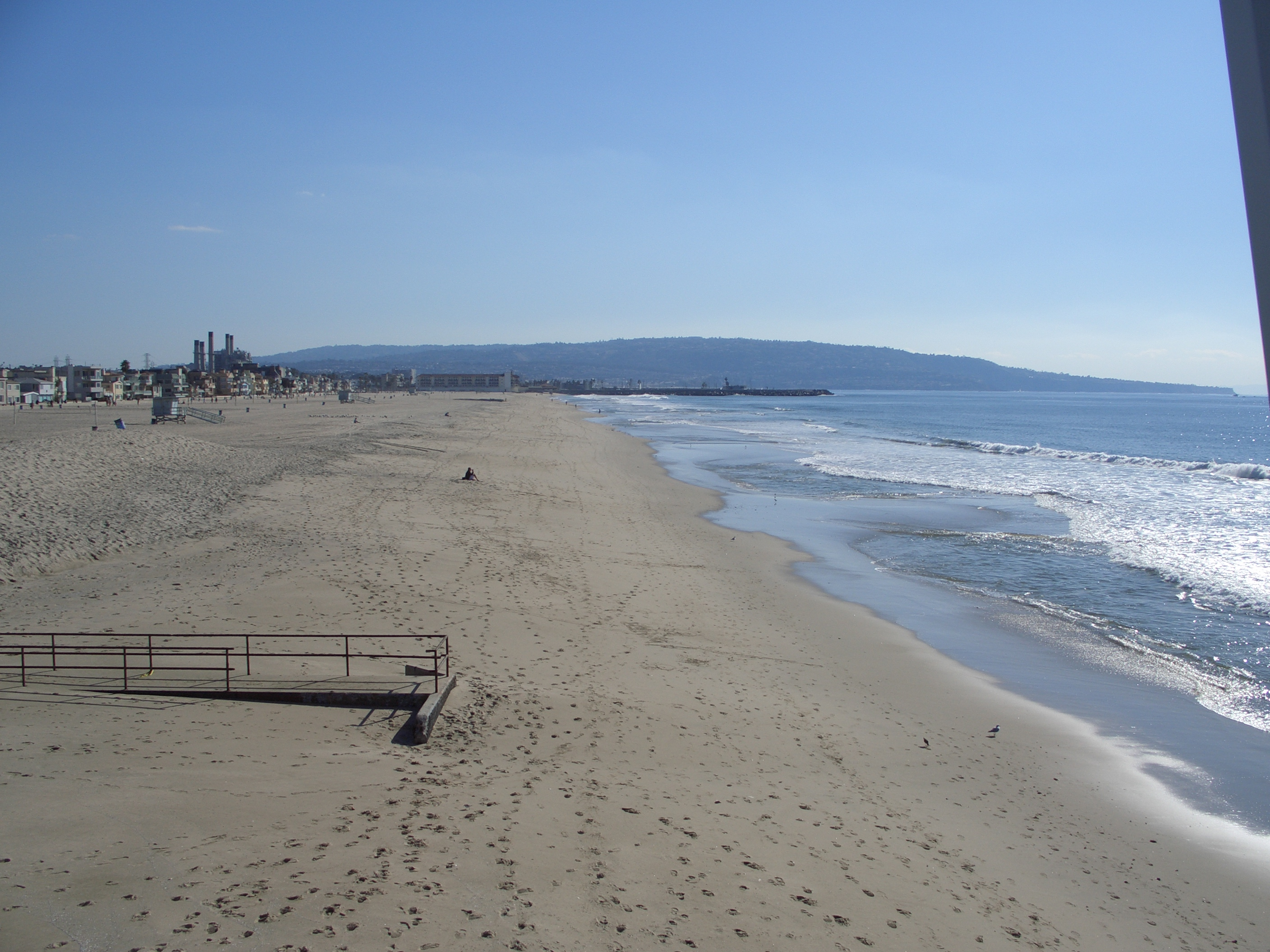
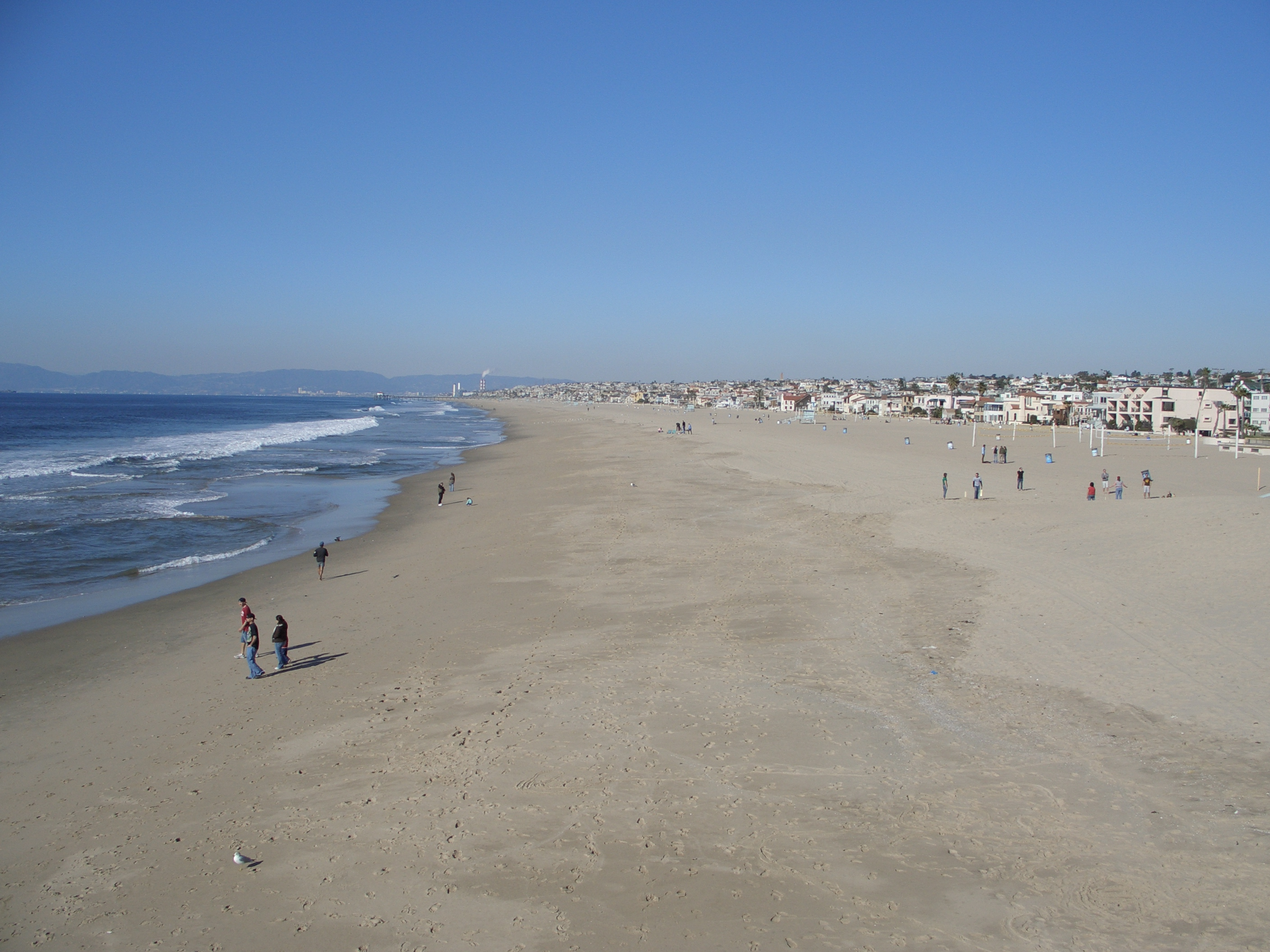
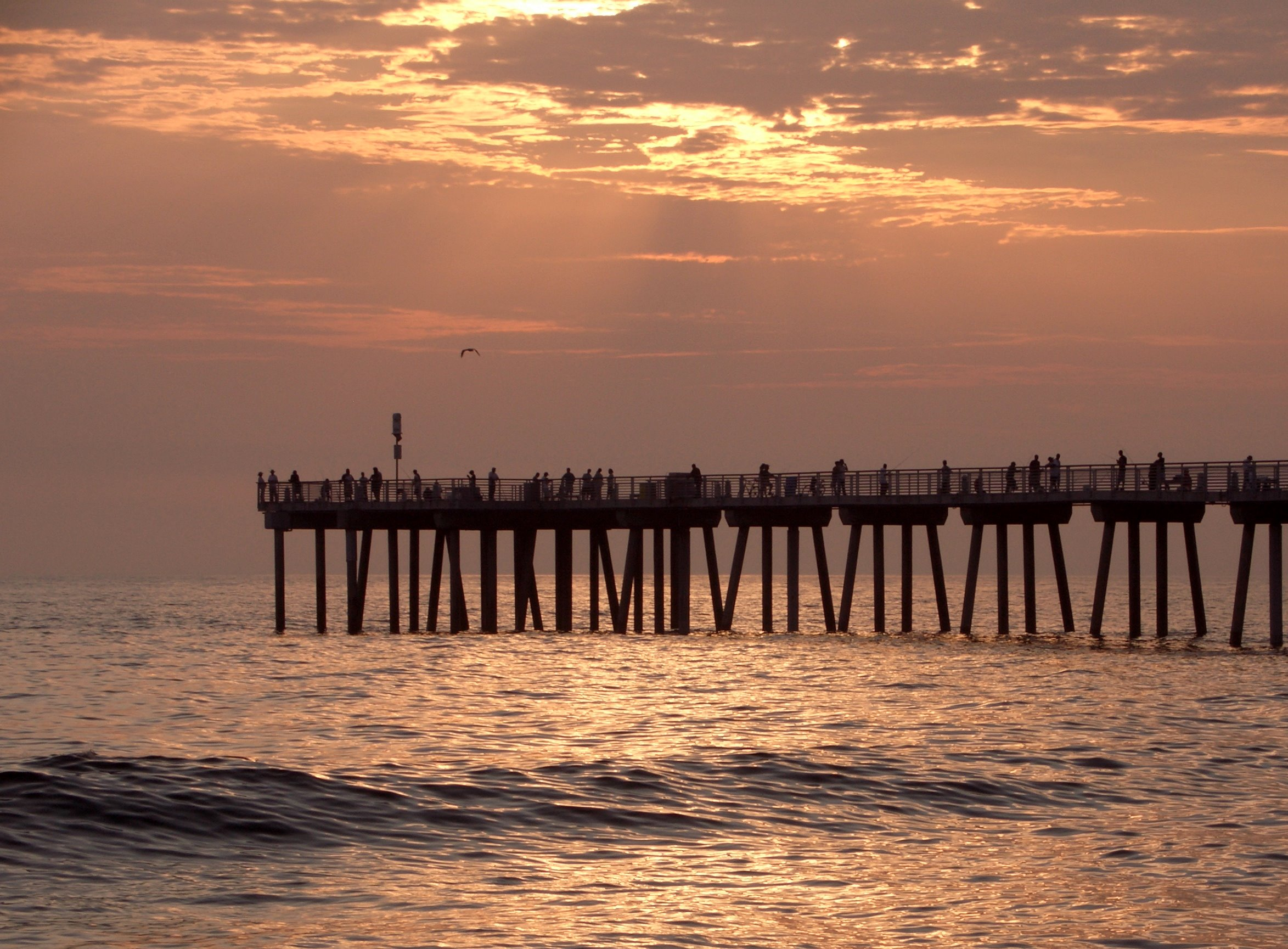

## أعلام
- ريكس هيوز
- ماكس رايت
- جيم ليندبرغ
- هال هاتفيلد
- جاكلين فرانك ديلوكا